# Cautionnement (droit romain)
Pour les articles homonymes, voir Cautionnement.
Le cautionnement est, en droit romain, une des sûretés qu'un créancier peut exiger de son débiteur. Il confère au créancier un droit contre une personne qui s'oblige à payer la dette à côté ou à défaut du débiteur principal, et s'oppose à la sûreté réelle (hypothèque) qui confère au créancier un droit sur une chose qui est affectée au paiement de la dette.
Le cautionnement paraît avoir été de tout temps répandu dans la pratique des Romains. Il le fut surtout après les guerres puniques, lorsque les relations d'affaires prirent un développement considérable. Quand on avait à traiter avec une personne que l'on ne connaissait pas, il était d'usage de demander au débiteur de présenter un répondant, c'est-à-dire une personne honorablement connue dans la cité, et qui se portât garant de la loyauté du promettant, de sa fidélité à remplir ses engagements. 
C'était ordinairement entre membres de la même tribu qu'on se rendait mutuellement ce service. On trouve dans Cicéron et dans les documents de la fin de la République et du commencement de l'Empire l'expression amicus et tribulis, bonus et utilis tribunis. C'étaient aussi de grands personnages qui acceptaient de servir de cautions à de petites gens qui, en droit ou en fait, étaient dans leur clientèle : tel ce Caius Rabirius Postumus que défendit Cicéron. « Il fit, dit l'orateur, beaucoup d'affaires, contracta beaucoup d'engagements, prêta aux nations et aux rois. Cependant il ne cessa d'enrichir ses amis, de leur donner des emplois, de leur faire part de son bien, de les soutenir de son crédit. » Les répondants, c'étaient encore des citoyens aspirant aux honneurs publics, et qui intervenaient en faveur de leurs amis politiques. 
Les modes de cautionnement sont assez nombreux. Sans parler de ceux qui sont propres à la procédure ou au droit public, la vadimonium, la vindicis ou la praedis datio, il y en a trois applicables au droit privé : 
- l’adpromissio, qui comprend trois variétés, la sponsio, la fidepromissio, la fidejussio ;
- le mandatum pecuniae credendae,
- le pacte de constitut, dont on ne connaît qu'un très petit nombre d'exemples.

## Adpromissio
L’adpromissio a toujours lieu en forme de stipulation. Elle exige une interrogation suivie d'une réponse concordante. La dénomination qui lui est donnée exprime le caractère accessoire de ce mode de cautionnement : la caution s'oblige à côté du débiteur principal (promittere ad). 
La forme la plus ancienne est celle de la sponsio. Elle remonte à l'époque où la stipulation ne produisait qu'un lien religieux. Elle impliqua anciennement, comme l'étymologie l'indique, une libation en l'honneur des dieux. Elle fut toujours réservée aux citoyens romains. La caution (sponsor) était interrogée en ces termes : Idem dari spondes ?
La fidepromissio est d'une époque plus récente : on la rencontre à partir du VIe siècle de Rome. Elle est caractérisée par une invocation de la fides, de la loyauté qui est nécessaire dans les rapports entre les hommes. Le créancier interrogeait en ces termes : Idem fidepromittis ? La fidepromissio était accessible aux pérégrins. 
La sponsio et la fidepromissio présentent deux traits distinctifs : 
- elles ne peuvent garantir que des obligations verbales ;
- l'obligation contractée par la caution est viagère : elle ne passe pas à ses héritiers.

Cette double restriction s'explique historiquement : à l'époque où la sponsio et la fidepromissio étaient seules usitées, la stipulation était le moyen de rendre ferme une promesse. Les engagements résultant de la vente consensuelle, du louage, etc., n'avaient qu'une valeur morale. On n'aurait pas compris que le créancier demandât la garantie d'une caution lorsqu'il ne jugeait pas utile d'exiger du débiteur une promesse ferme en forme de stipulation. Quant au caractère viager de l'obligation du sponsor et du fidepromissor, il n'avait rien de particulier au cautionnement : étaient intransmissibles les dettes qui n'impliquaient pas une damnatio faute d'avoir été solennellement placées sous la protection de l'État. L'inconvénient qui en résultait pour le créancier était d'ailleurs atténué par l'usage de la pluralité des cautions (consponsores).
Le cautionnement n'avait pas à cette époque le caractère qu'on lui attribua à la fin de la République : le sponsor entendait fournir une garantie plutôt morale qu'effective. Cela est si vrai qu'il n'eut d'abord aucun recours légal contre le débiteur dont il avait payé la dette. Il y avait là un danger. Une loi Publilia donna au sponsor le droit d'intenter une action au double, l'action depensi. Elle l'autorise également, si dans le délai de six mois, il n'a pas obtenu le remboursement de son avance, à appréhender au corps le débiteur, comme s'il était judiciairement condamné (manus injectio pro judicato). Cette disposition prouve qu'à l'époque où fut rendue la loi Publilia, on considérait que la caution s'exposait tout au plus à faire une avance limitée à un très court délai. La sanction si énergique de la loi était pour les débiteurs un avertissement de ne pas se faire illusion sur l'état de leur fortune, et de ne pas faire appel à la garantie de leurs amis sans être certains de pouvoir se libérer dans les six mois de l'échéance. 
En dépit de la loi, la responsabilité pécuniaire des cautions dut trop souvent être engagée. Le législateur chercha de nouveaux moyens de favoriser le crédit. Il promulgua successivement deux lois applicables, non plus seulement aux sponsores, mais aussi aux fidepromissores, dont l'usage s'était introduit depuis la loi Publilia : ce sont les lois Appuleia et Furia. Toutes deux prévoient le cas de pluralité de cautions ; toutes deux eurent pour but d'alléger la responsabilité pécuniaire des cautions. 
Lorsque plusieurs personnes cautionnaient un même débiteur, elles étaient solidairement responsables de la dette, et si l'une d'elles payait la totalité, elle n'avait pas de recours contre les autres. La loi Appuleia établit entre les cautions d'un même débiteur une espèce de sociétés. Si l'une d'elles avait payé plus que sa part, elle pouvait réclamer aux autres l'excédent. 
La loi Appuleia était applicable dans les provinces aussi bien qu'en Italie. La loi Furia au contraire établit un privilège pour l'Italie. Elle décide que les cautions seront libérées au bout de deux ans. C'était une règle très favorable aux cautions et qui devait les encourager à se porter garants. La loi Furia décida en outre que l'obligation se diviserait entre les cautions vivantes au jour de l'échéance : le créancier ne pourrait exiger de chacune d'elles qu'une part virile. 
Cette disposition donna lieu à des abus. Les cautions ne s'obligeaient pas nécessairement en même temps ; elles pouvaient intervenir successivement et sans se connaître. Si l'une d'elles devenait insolvable, les autres pouvaient ignorer sa qualité, et le créancier avait intérêt à n'en rien dire. Pour déjouer cette fraude, une loi Cicereia obligea le créancier à déclarer à l'avance l'objet de la dette et le nombre des cautions qu'il devait recevoir. De cette manière les cautions qui ne s'engageaient pas en même temps que le débiteur principal savaient à quoi elles étaient obligées. La loi avait pour sanction la nullité du cautionnement. Les cautions devaient, dans les trente jours de leur engagement, faire établir judiciairement que la déclaration requise par la loi n'avait pas été faite.
Tant de précautions furent inutiles. Vainement le législateur essayait de concilier le caractère primitif du cautionnement avec les exigences nouvelles des créanciers. Une garantie morale ne leur suffisait plus : ils voulaient une garantie effective. Tandis que la loi cherchait à restreindre la responsabilité pécuniaire des cautions, la pratique réclamait un mode de cautionnement qui garantît d'une façon efficace le droit du créancier. Il fallait que la caution ne pût alléguer qu'elle avait surtout entendu attester l'honorabilité du débiteur. Ce nouveau mode de cautionnement fut la fidéjussion. Il existait déjà au milieu du VIIe siècle de Rome : il est visé dans une loi du temps de Sylla. La formule, imaginée par les Prudents, exprima nettement la volonté de la caution de prendre à sa charge les risques de la dette. « J’ordonne, disait le fidéjusseur, que la dette soit à mes risques.» 
Ce n'est pas le seul avantage que présentât la fidéjussion : elle pouvait garantir toute espèce d'obligation ; le droit qui en résultait ne s'éteignait ni par le délai de deux ans, ni à la mort de la caution. D'autre part, le caractère accessoire du cautionnement est ici nettement dégagé. Si l'obligation que le fidéjusseur veut garantir est nulle, la fidéjussion est nulle également. Au contraire le sponsor et le fidepromissor qui ont garanti une obligation contractée par une femme sui juris ou un pupille non autorisés par leur tuteur, sont valablement obligés. 
Il ne faut pas s'étonner que la fidéjussion se soit promptement répandue dans la pratique et qu'elle ait eu toutes les préférences des créanciers. La sponsio et la fideprornissio ont cependant continué à subsister avec leurs avantages respectifs. Le préteur a même dans certains cas maintenu l'usage exclusif de la sponsio, lorsque par exemple dans un procès il impose à l'un des plaideurs l'obligation de fournir une satisdation. Sous Justinien, il n'est plus question que de la fidéjussion : les deux autres modes d’adpromissio ont disparu.

## Mandatum pecuniae credendae
C'est un contrat qui a pour but, tantôt de déterminer une personne à prêter de l'argent à un tiers, et, d'une manière plus générale, à lui faire crédit (mandatum credendi), tantôt d'accorder à un débiteur un délai pour se libérer. La validité de ce contrat ne fut pas admise sans difficulté : Servius y voyait un simple conseil, un acte sans valeur juridique. Sabinus fit prévaloir l'opinion contraire dans le cas où l'intervention d'une personne, à titre de mandant, avait déterminé la conclusion du contrat.
Le mandatum credendi impose au mandant l'obligation de garantir le mandataire contre le préjudice que pourra lui causer l'exécution du mandat. En cela le mandator credendi ressemble au fidéjusseur : l'un et l'autre garantissent le créancier, mais ils ne s'obligent pas à exécuter l'obligation contractée par le débiteur. Il y a entre eux cette différence, c'est que l'obligation du mandant est indépendante et non accessoire ; par suite le mandant est responsable, même si l'obligation contractée à son instigation ne peut se former. De plus le mandator credendi comme tout mandant peut révoquer son mandat tant qu'il n'est pas exécuté ; de son côté le mandataire peut renoncer au mandat ; enfin le mandatum credendi s'éteint à la mort du mandant ou du mandataire. La fidéjussion au contraire suppose une promesse ferme, irrévocable, perpétuelle. 
Si le mandatum credendi n'a pas par lui-même et au moment de sa formation le caractère d'un cautionnement, il en est autrement après qu'il a été exécuté. Désormais le créancier a deux débiteurs : l'un à qui il a le droit de demander l'accomplissement du contrat, l'autre à qui il peut demander la réparation du préjudice que lui a causé l'exécution du mandat. 
Que le cautionnement ait lieu par fidéjussion ou par mandat, la liberté de se porter caution n'est pas entière. Elle est renfermée dans une double limite : l'une résulte du caractère accessoire du cautionnement. La caution ne peut promettre plus, ni autre chose que le débiteur principal ; elle ne peut non plus accepter des conditions plus dures. L'autre limite a été imposée par une loi Cornelia. Cette loi défend, sauf exception, de se porter caution pour un même débiteur, vis-à-vis d'un même créancier, durant la même année, pour une somme supérieure à 20 000 sesterces. 

## Droits du créancier contre la caution
En principe et à moins d'une convention spéciale limitant la portée de son engagement, la caution est tenue de payer tout ce que doit le débiteur principal. L'étendue de sa responsabilité s'apprécie, non pas au moment du contrat, mais au jour de la poursuite en justice. La caution a promis en effet de mettre le créancier à l'abri des risques résultant de l'inexécution de l'obligation. 
Corrélativement la caution est autorisée à opposer au créancier les exceptions qui auraient servi au débiteur à paralyser la demande. On n'exclut que les exceptions attachées à la personne du débiteur, comme l'exception de compétence. Il y a aussi quelques exceptions, comme l'exception du sénatus-consulte Macédonien qui sont réservées aux cautions qui ont un recours contre le débiteur principal. 
À l'échéance, le créancier non payé peut à son choix poursuivre en justice la caution ou le débiteur principal. Telle fut la règle jusqu'au VIe siècle de notre ère ; elle s'applique au mandator credendi aussi bien qu'au fidéjusseur. Il peut paraître singulier que le créancier ait le droit de s'adresser directement à la caution ; mais il ne peut en faire usage impunément si le débiteur est notoirement solvable ou se déclare prêt à payer. Dans ce cas le débiteur pourrait se considérer comme offensé par la démarche du créancier et intenter contre lui l'action d'injures. Lorsque la solvabilité du débiteur était douteuse et que le cautionnement avait eu lieu en forme de fidéjussion, le créancier aurait commis une imprudence en poursuivant le débiteur principal : il est de règle en effet qu'on ne peut intenter deux fois une action pour la même dette (bis de eadem re ne sit actio). Si donc il n'avait pu obtenir son paiement du débiteur, il aurait été dans l'impossibilité d'agir contre la caution. Ce danger n'existait pas avec le mandator credendi, dont l'obligation a une cause distincte de celle du débiteur, mais il était très réel quand on avait affaire à un fidéjusseur. 
La jurisprudence imagina deux expédients pour l'écarter : 
1. avant de poursuivre le débiteur, le créancier se faisait donner mandat par le fidéjusseur d'agir à ses périls et risques : le fidéjusseur y trouvait l'avantage d'être dispensé de faire l'avance des fonds si le débiteur était solvable, et, dans le cas contraire, de gagner du temps ;
2. le fidéjusseur promettait de payer ce que le créancier ne pouvait obtenir du débiteur (fidejussio indemnitatis). Ce procédé, de beaucoup le plus simple, dispensait dans tous les cas le fidéjusseur de faire une avance pour le débiteur et permettait au créancier de se retourner contre le fidéjusseur lorsqu'il n'avait pas obtenu satisfaction du débiteur. Justinien par une novelle de l'an 335 accorda aux cautions le bénéfice de discussion. Désormais leur obligation eut un caractère subsidiaire. Le fidéjusseur, le mandator credendi purent refuser de payer jusqu'à ce que le créancier eût fait saisir et vendre les biens du débiteur et prouvé que le prix de la vente était insuffisant pour le désintéresser.

Lorsqu'il y a plusieurs cautions, elles sont solidairement obligées envers le créancier. Celui-ci peut demander le paiement de la dette tout entière à l'une quelconque d'entre elles. 
Un rescrit d'Hadrien a tempéré la rigueur du droit du créancier : s'inspirant d'une pensée analogue à celle qui avait fait édicter la loi Furia, il accorde aux fidéjusseurs le bénéfice de division. Mais ce bénéfice ne produit pas son effet de plein droit : il doit être demandé lors de la comparution de la caution devant le magistrat, et ne peut être accordé qu'entre les cautions solvables. S'il y a contestation sur la solvabilité des cofidéjusseurs, celui qui demande la division devra garantir le créancier contre le risque qu'elle lui fera courir ; et si le créancier refuse, le préteur lui donnera une action pour le tout, mais en autorisant le juge à limiter la condamnation à la part que le fidéjusseur poursuivi devait supporter dans la dette, s'il est reconnu que les autres cofidéjusseurs sont solvables. Le créancier avait d'ailleurs une précaution à prendre pour éviter d'épuiser son droit en agissant contre l'un des fidéjusseurs : il devait faire insérer en tête de la formule une praescriptio pour se réserver le droit de demander plus tard le reste de la dette aux autres cofidéjusseurs.

## Recours de la caution
Lorsque la caution est intervenue à la demande du débiteur et pour lui rendre un bon office, elle est traitée comme un mandataire : on lui donne l'action de mandat (mandati contraria) pour se faire rembourser. Si elle est intervenue spontanément, on recherchera si elle a eu ou non une intention de libéralité : dans le premier cas, elle n'aura aucun recours ; dans le second elle sera traitée comme un gérant d'affaires : on lui donnera l'action de gestion d'affaires (negotiorum gestorum contraria). 
Indépendamment de ces voies de recours, le fidéjusseur jouit du bénéfice de cession d'actions. Il peut forcer indirectement le créancier qu'il paie à lui céder ses actions contre le débiteur principal. Dès lors il est mis en son lieu et place et peut exercer les droits qui garantissaient la créance (privilèges, gages, hypothèques). Sa situation est donc bien meilleure que s'il en était réduit à l'action personnelle de mandat ou de gestion d'affaires. 
Le bénéfice de cession d'actions, origine de la subrogation moderne, est une des inventions les plus heureuses de la jurisprudence romaine. Pour l'obtenir, le fidéjusseur se laissera poursuivre en justice et alléguera que le créancier commet un dol en refusant de lui céder des actions qui lui sont inutiles dès l'instant qu'on lui offre ce qui lui est dû. Ordinairement le dol sera évident, et le préteur refusera au créancier de lui donner action contre le fidéjusseur. S'il y a doute, il menacera le créancier d'insérer l'exception de dol dans la formule, et si le dol est prouvé, le créancier sera débouté de sa demande et perdra sa créance. 
Le moyen imaginé par la jurisprudence n'a qu'une portée limitée : il procure au fidéjusseur une exception ; il ne lui confère pas un droit sanctionné par une action. Aussi le fidéjusseur ne peut-il reprocher au créancier d'avoir, par négligence, laissé éteindre ses actions. Il en est tout autrement du mandator credendi : lui aussi jouit du bénéfice de cession d'actions, mais le contrat qui le lie au créancier n'est pas unilatéral comme la fidéjussion ; c'est un contrat synallagmatique imparfait ; le mandataire s'engage à ne faire que des actes de bonne foi. S'il a perdu ses actions par sa faute ou par son fait, le mandant a le droit de se plaindre et de refuser de payer. 
Le bénéfice de cession d'actions a reçu de la jurisprudence une nouvelle application : si le débiteur est insolvable et qu'il y ait plusieurs cautions, le fidéjusseur poursuivi se fera céder les actions du créancier pour exercer un recours contre ses cofidéjusseurs ; mais il ne pourra demander à chacun qu'une part virile.

## Extinction du cautionnement
Le cautionnement, étant un contrat accessoire, s'éteint avec la dette principale, par voie de conséquence. Toutefois cela n'est rigoureusement vrai que des modes d'extinction ipso jure ; ceux qui produisent leur effet exceptionis ope libèrent le fidéjusseur lorsqu'il s'agit d'une exception qui n'est pas attachée à la personne du débiteur principal. Le cautionnement s'éteint aussi, soit lorsque le créancier renonce à son droit contre la caution, soit lorsque la caution devient l'héritière du débiteur principal ou réciproquement. On dit alors qu'il y a confusion. Cependant si l'obligation principale n'était qu'une obligation naturelle, le fidéjusseur ne serait pas libéré. Le cautionnement s'éteint enfin, depuis Théodose II, par la prescription de trente ans.

## Source
« Intercessio », dans Charles Victor Daremberg et Edmond Saglio (dir.), Dictionnaire des Antiquités grecques et romaines, 1877-1919 [détail de l’édition] (lire en ligne) (« quelques transcriptions d'articles », sur mediterranees.net)